# 董聿茂
董聿茂（1897年—1990年），浙江奉化人，中华人民共和国政治人物。
担任杭州大学生物系主任、浙江水产学院副院长。1958年2月补选第一届全国人民代表大会代表。